# Fédération Européenne d'Associations Nationales Travaillant avec les Sans-Abri
Fédération Européenne d'Associations Nationales Travaillant avec les Sans-Abri (FEANTSA) är en europeisk sammanslutningen av nationella organisationer som arbetar med hemlösa.  FEANTSA grundades 1989 och är det största europeiska nätverket som enbart fokuserar på hemlöshet på EU-nivå med över 130 medlemsorganisationer i 30 europeiska länder. FEANTSA får ekonomiskt stöd från EU-kommissionen för genomförandet av sin verksamhet. De samarbetar också med andra EU-institutioner, och har rådgivande status vid Europarådet och FN.